# 費雷思
費雷思（英語：Leslie Feinberg，1949年9月1日—2014年11月15日），生於美國紐約州水牛城，是一個跨性別社會運動者、演講者與作者，以身為工人世界黨高階黨員聞名。費的伴侶是女同性戀詩人樸蜜妮（Minnie Bruce Pratt）。費的著作包括「Lavender & Red」（有關LGBT歷史），還有半自傳式小說《藍調石牆T》。
費雷思這個名字是費在2003年來到台灣時取的。

## 外部連結
- 費雷思的網頁 （页面存档备份，存于）
- Lavender & Red （页面存档备份，存于）

1. ↑  . 台灣性別人權協會.   [2019-07-11]. （原始内容存档于2019-09-19）.